# Kwalifikacja dokumentacji
Kwalifikacja dokumentacji (wartościowanie dokumentacji) – nadanie dokumentacji kategorii archiwalnej.

## Literatura
- Halina Robótka, "Wprowadzenie do archiwistyki", Toruń 2003.